# Nortel Networks
Nortel Networks Corporation — канадский производитель телекоммуникационного оборудования. Штаб-квартира — в Торонто.

## История
Компания была основана в 1895 году Александром Беллом под названием The Northern Electric and Manufacturing Company Limited. В неё из Bell Telephone Company of Canada было выделено производство телефонов, пожарных сигнализаций и устройств срочного вызова полиции и пожарной службы. В 1900 фирма начала производство граммофонов для проигрывания граммпластинок (вместо обычных в то время валиков). В 1914 после слияния с Imperial Cable была образована Northern Electric.
В 1922 — начато производство радио, а в 1928 Northern Electric выпустило оборудование для первого в Британской империи звукового кинотеатра в Торонто.
В 1953 — на базе трубок RCA выпущен первый телевизор.
В 1966 — исследовательское подразделение Bell Northern Research начала разработку волоконно-оптического кабеля.
В 1976 — фирма сменила название на Northern Telecom Limited, к столетию фирмы в 1995 — на Nortel, а после поглощения в 1998 Bay Networks — на Nortel Networks.
В 2009 — с целью реструктуризации и финансового оздоровления, компания прибегает к судебной защите от кредиторов, в соответствии со статьёй 11 федерального закона США «О банкротстве». 14 января 2009 в опубликованном заявлении компании причиной этого шага называется резкое уменьшение количества заказов от телефонных компаний и общее падение рынка на фоне мирового финансового кризиса, а также желание сохранить высокий запланированный уровень инвестиций в RND.
По итогам 1-го квартала 2009 года, запас наличных денежных средств компании увеличился на 100 млн $ (до 2,5 млрд $), Nortel планировала выйти из состояния защиты от кредиторов и вернуться к нормальной деятельности осенью 2009 года.
В июне 2009 руководство Nortel приняло решение о распродаже компании по частям. Планировалось что большая часть активов будет продано по выгодной цене, а сама компания будет ликвидирована.
Компания Ericsson купила подразделения занимающиеся разработкой беспроводной связи CDMA и LTE за 1,13 млрд $. Компания Avaya купила подразделение корпоративных решений за 475 млн $.
4 июня 2011 была куплена за 4,5 миллиарда долларов консорциумом Rockstar, в который вошли Apple (2 миллиарда), RiM и Ericsson (1,1 миллиарда), Microsoft и Sony (1 миллиард), EMC (400 миллионов).

## Собственники и руководство
Президент и главный исполнительный директор компании — Майк С. Зафировски.
Руководитель российского представительства — Сергей Юрьевич Фишкин.

## Деятельность
Компания производила оборудование для сетей цифровой сотовой связи, спутниковой связи, беспроводного доступа, телефонии, сетевое оборудование, а также программное обеспечение для управления телекоммуникациями. Nortel Networks имела отделения более чем в 150 странах и регионах по всему миру.
Широкораспостранённые продукты компании: АТС Nortel Meridian и Nortel (Avaya) CS1000. Компания также разработала собственный протокол UNIStim для VoIP-связи в корпоративных сетях. Этот протокол используется в телефонных аппаратах и программных телефонах производства Nortel, подключаемых к АТС этой компании.
Помимо этого, компании принадлежала сеть научно-исследовательских центров, объединяющая 42 центра в 17 странах мира (в том числе и в России).

### Показатели деятельности
Общая численность персонала компании — 25 тыс. человек (2009). Выручка компании в 2006 году — 11,4 млрд $.
Чистые убытки в 1-м квартале 2009 года составили 507 млн $, выручка — 1,73 млрд $ (снизилась на 37 % в сравнении с таким же периодом 2008).